# فرانچسکو استانکو
فرانچسکو استانکو (ایتالیایی: Francesco Stanco؛ زادهٔ ۲۶ فوریهٔ ۱۹۸۷) بازیکن فوتبال اهل ایتالیا است.

## باشگاهی
از باشگاه‌هایی که در آن بازی کرده‌است می‌توان به باشگاه فوتبال مودنا، باشگاه فوتبال چیتادلا، و باشگاه فوتبال پیزا اشاره کرد.

## تیم ملی
وی همچنین در تیم ملی فوتبال زیر ۱۸ سال ایتالیا بازی کرده‌است.